# ماریو و سونیک در المپیک ۲۰۱۲ لندن
ماریو و سونیک در بازی‌های المپیک ۲۰۱۲ لندن (به ژاپنی: マリオ&ソニック AT ロンドンオリンピック Mario ando Sonikku atto Rondon Orinpikku) یک بازی ویدئویی از مجموعه بازی‌های ورزشی توسعه یافته توسط شرکت سگا ژاپن می‌باشد. این بازی توسط شرکت نینتندو در ژاپن و توسط سگا در آمریکای شمالی، اروپا و دیگر مناطق منتشر شده‌است. این بازی به طور رسمی توسط کمیته بین‌المللی المپیک (IOC) پروانه بین‌المللی ورزش‌های چند رسانه‌ای را دریافت کرد. پس از موفقیت تجاری مجموعه‌های پیشین سری بعدی ماریو و سونیک بعد از مسابقات المپیک تابستان در لندن پخش خواهد شد.
این بازی در ۱۵ نوامبر ۲۰۱۱ در آمریکای شمالی، ۱۷ نوامبر ۲۰۱۱ در استرالیا، ۱۸ نوامبر ۲۰۱۱ در اروپا و ۸ دسامبر ۲۰۱۱ در ژاپن پخش شد.

## روندبازی
ماریو و سونیک مجموعه‌ای از وقایع متعدد بر اساس بازی‌های المپیک می‌باشد. بازیکن می‌تواند در شخصیت‌های نینتندو و سگا با دیگران رقابت کند. این بازی دو شخصیت اصلی و هجده شخصیت عنوانی جدید را برای بازیکنان به ارمغان آورده‌است. در این بازی شخصیت‌ها به چهار دسته تقسیم شده‌اند: دور کامل، سرعت، قدرت و مهارت. در مصاحبه‌ای با سازندگان بازی معلوم شد در این سری شخصیت‌های بازی با تمرکز بیشتری در سیر داستانی بازی قرار داده شده‌اند.
چندین رشتهٔ المپیک مانند فوتبال، بدمینتون و سوارکاری در کنار نسخه‌های بهبود یافتهٔ پیشین همانند ورزش‌های آبی، دو و میدانی و تنیس روی میز به سری جدید اضافه شده‌اند.
نسخهٔ سه بعدی بازی شامل ۵۰ رشتهٔ المپیک می‌باشد که به صورت تک‌نفره و چندنفره قابل بازی است.

## توسعه
ماریو و سونیک در بازی‌های المپیک، که اولین بازی این مجموعه‌است، نخستین نمایش رسمی شخصیت‌های برجسته مرتبط با ماریو و سونیک خارپشت می‌باشد. از زمانی که سگا و نینتندو احساس کردند که رقابت‌های ورزشی برای این دو قهرمان ورزشکار بستر مناسبی است، مسابقات المپیک به عنوان یک مسیر مناسب انتخاب شد. سونیک خارپشت قهرمان مجموعه بازی‌های ویدیوئی است که توسط سگا تولید شد تا با شخصیت برجستهٔ ماریو از شرکت نینتندو در دهه ۹۰ رقابت کند.

شان رات کلیت معاون بازاریابی سگا در آمریکا در خصوص اینکه آیا مجموعه ماریو و سونیک بعد از بخش دوم در بازی‌های المپیک زمستانی آینده‌ای داشته‌اند یا خیر گفت: 
من فکر می‌کنم عامل اصلی پیشبرنده این مجموع موفق بوده‌است.

## پذیرش و فروش
در دو ماههٔ اول تولید از نسخه شرکت وی (Wii) حدود نیم میلیون عدد در آمریکای شمالی و اروپا به فروش رفت.

## مقالات مرتبط
- سونیک خارپشت
- برادران سوپر ماریو